# Oak City (Utah)
Oak City é uma cidade  localizada no estado norte-americano de Utah, no Condado de Millard.

## Demografia
Segundo o censo norte-americano de 2000, a sua população era de 650 habitantes.
Em 2006, foi estimada uma população de 624, um decréscimo de 26 (-4.0%).

## Geografia
De acordo com o United States Census Bureau tem uma área de
1,7 km², dos quais 1,7 km² cobertos por terra e 0,0 km² cobertos por água.

## Localidades na vizinhança
O diagrama seguinte representa as localidades num raio de 32 km ao redor de Oak City.